# Radio Suomipop
Radio Suomipop — фінська комерційна радіостанція. Заснована 2001 року, мовлення здійснюється цілодобово.
Програми радіостанції слухає близько 5 мільйонів чоловік, вік більшості з них становить від 25 до 44 років. Основу сітки мовлення радіостанції становить фінська поп-музика, а також численні розважальні програми. Радіостанція є одним з організаторів щорічного фінського фестивалю поп-музики Suomipop Festivaali в Ювяскюля.